# William Betts (capelão)
William Betts ou Bettes (falecido em 1535) foi um clérigo que se tornou capelão e partidário de Ana Bolena, a segunda esposa do rei Henrique VIII da Inglaterra. Ele era um associado de Matthew Parker, que com a morte de Betts recebeu o seu cargo de capelão da Rainha, antes de se tornar arcebispo de Canterbury.
Betts fazia parte de um grupo de clérigos que estava envolvido com a circulação de livros teológicos proibidos em Oxford em 1528. Outros envolvidos nisso incluem Thomas Garret, Thomas Bilney, Hugh Latimer e Matthew Parker. Foi descoberto pelo cardeal Thomas Wolsey e a própria Ana Bolena parece ter intercedido para proteger pelo menos um dos homens.
Betts começou a sua carreira no Gonville Hall.